# Eduard Uspenski
Eduard Nikoláievich Uspenski (en ruso: Эдуа́рд Никола́евич Успе́нский; Yegórievsk, 22 de diciembre de 1937-Moscú, 14 de agosto de 2018) fue un escritor ruso especializado en literatura infantil. Entre sus obras más conocidas destacan los personajes de Cheburashka (1966), Guena el cocodrilo (1969), y el cuento infantil Tío Fiódor, su perro y su gato (1973). Fue también uno de los guionistas más prolíficos de la animación en la Unión Soviética, pues su trabajo ha inspirado más de 60 series y películas de dibujos animados.

## Biografía

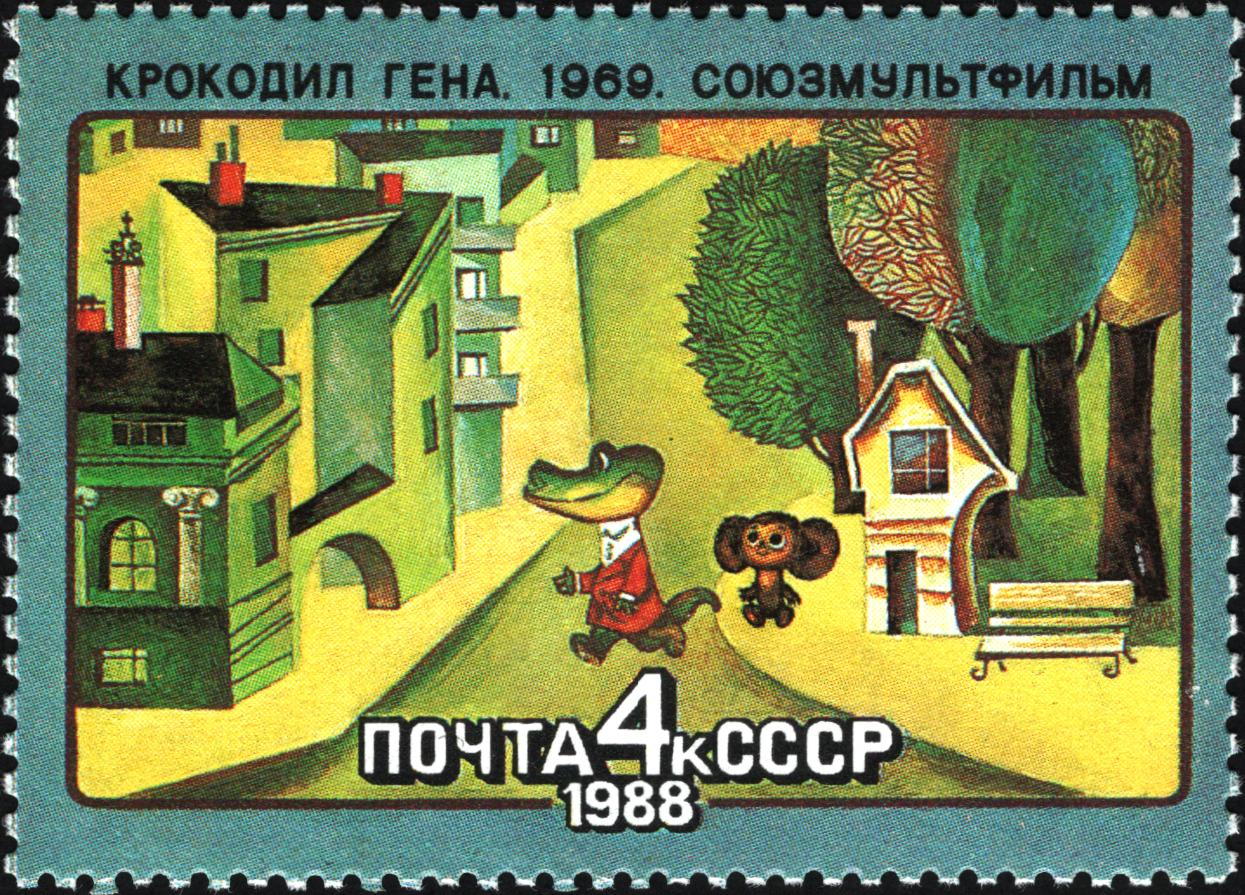
«Cheburashka y el Cocodrilo Guena» en un sello postal soviético de 1988.

Eduard Uspenski nació en 1937 en Yegórievsk, óblast de Moscú. Su padre trabajaba en el Orgburó de la Unión Soviética, mientras que su madre era ingeniera mecánica.
Formado como ingeniero aeronáutico en el Instituto de Aviación de Moscú, estuvo trabajando hasta los 27 años en una planta militar. A partir de 1964 se dedicó a tiempo completo a la escritura, especializándose en literatura infantil y en la creación de personajes. 
Su primer éxito fue Cheburashka (1966), sobre el que se conformaría una vasta obra con alcance en el ámbito soviético. En 1969 se asoció con el dibujante Román Kachánov para crear dos películas en animación stop-motion: Guena el cocodrilo (1969) y Cheburashka (1972), ambas consideradas obras pilares de la animación soviética y en el catálogo del estudio Soyuzmultfilm.
En 1973, publicó la novela infantil Tío Fiódor, su perro y su gato —traducida en Cuba como «Tres en Leche Cortada»—, de la que llegarían a publicarse tres películas de animación tradicional y una colección de 15 libros.
A raíz de sus trabajos, Uspenski se convirtió en uno de los guionistas infantiles de referencia en la radio y televisión soviética, tanto en la creación de programas como Spokóynoy nochi, malyshí! (en español «¡Buenas noches, pequeños!»), sobre el cual se han generado canciones populares, como al idear más de 60 series y películas de dibujos animados. Después de la disolución de la URSS mantuvo los derechos de autor sobre toda su obra.
En 1997 fue condecorado con la Orden al Mérito por la Patria.
Falleció en su residencia de Moscú el 14 de agosto de 2018, a los 80 años, víctima de un cáncer.